# فلتوود (کنتاکی)
فلتوود (به انگلیسی: Flatwood) یک منطقهٔ مسکونی در ایالات متحده آمریکا است که در شهرستان ادیر، کنتاکی واقع شده‌است. فلتوود ۲۳۸٫۹۷ متر بالاتر از سطح دریا واقع شده‌است.